# Gol

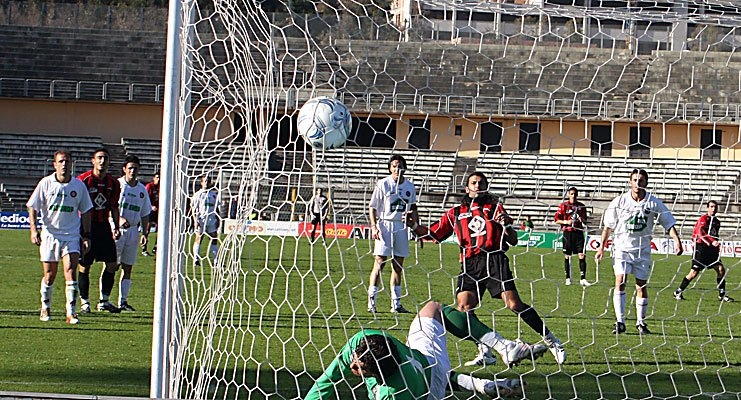
Un gol in una partita di calcio

Il gol (adattamento dell'inglese goal, ossia «obiettivo») è il punto realizzato a favore della propria squadra in vari sport di gruppo in cui si fa uso di una palla. In italiano è chiamato anche rete.

## Definizione
Un gol è realizzato quando la palla viene inviata all'interno della rete avversaria; il punto è valido solo se la formazione andata a segno non commette falli nell'azione che si conclude con il gol. È invece definito autogol il punto realizzato nella propria rete e, pertanto, in favore dell'avversario.

## Nei vari sport

### Calcio
A livello calcistico il gol, detto anche «rete», rappresenta l'unico modo per realizzare punti, venendo assegnato quando il pallone varca interamente la linea della porta avversaria nello spazio compreso tra i pali e sotto la traversa. È disciplinato dal punto 10 del Regolamento, relativo all'esito della gara. Stante la normativa al riguardo, per dirimere i casi di gol fantasma — ovvero situazioni in cui non è possibile determinare con certezza se la sfera abbia superato o meno la linea della porta — si è fatto ricorso alla tecnologia di porta, nonché al supporto digitale per l'arbitro. L'autogol, o «autorete», è invece il gol marcato nella propria porta, che viene quindi assegnato all'avversario, qualora il tocco del calciatore difendente risulti decisivo per spedire il pallone in rete: un'autorete non può venire realizzata su calcio piazzato dalla squadra che beneficia dello stesso, circostanza che determina la ripresa del gioco con un calcio d'angolo in favore degli avversari.
Oltre che su azione, un gol può essere segnato tramite calcio piazzato, cioè punizione, angolo o calcio di rigore; il gol su calcio di rigore, al pari dell'autorete, viene indicato con specifica notazione nel tabellino. Alla realizzazione del gol può concorrere l'assist, ovvero un passaggio decisivo nel favorire la segnatura. Dopo un gol, il gioco riprende con un calcio d'inizio battuto dalla formazione che ha incassato la rete. Marcature multiple da parte di uno stesso calciatore nel corso della stessa gara sono definite «doppietta» (due reti), «tripletta» (tre), «quaterna» o «poker» (quattro) e «cinquina» (cinque). È tradizione diffusa, specialmente nel calcio inglese, che un calciatore andato a segno per almeno tre volte riceva come premio il pallone della gara con le firme degli altri atleti in campo.
Oltre a determinare il punteggio della partita, i gol possono fungere da discriminante per situazioni di parità: i relativi criteri sono definiti «gol in trasferta» (premiando la squadra che, nell'ambito dell'eliminazione diretta, realizza più reti in campo avverso), «differenza reti» (differenza aritmetica tra il numero di gol segnati e subiti) e «quoziente reti» (consistente nel quoziente matematico, benché caduto in disuso e rimpiazzato dalla differenza reti).
Dal punto di vista regolamentare, fino al 2019 era considerato valido anche un gol segnato dall'arbitro, a condizione che ciò fosse avvenuto involontariamente (per esempio tramite un tocco fortuito); una rete, invece, non deve essere convalidata se realizzata in fuorigioco o favorita da un fallo commesso dalla squadra andata a segno.

### Altre discipline
Tra gli altri sport il cui punteggio viene assegnato tramite gol vi sono il calcio a 5, l'hockey, la pallamano, la pallanuoto e il polo: anche in tali discipline è presente l'autogol.
Il gol è inoltre regolamentato nel rugby, costituendo un'ulteriore possibilità di realizzazione tramite la trasformazione di un calcio piazzato dopo la segnatura di una meta.

## Nella cultura di massa
Al gol è dedicata un'omonima poesia di Umberto Saba, nella quale l'autore descrive le sensazioni dei tifosi e dei giocatori di una partita di calcio in occasione della marcatura di una rete.